# 98a Brigada Mixta (Exèrcit Popular de la República)
La 98a Brigada Mixta va ser una unitat de l'Exèrcit Popular de la República creada durant la Guerra Civil Espanyola. Al llarg de la contesa va arribar a operar als fronts de Madrid, Guadalajara i Llevant.

## Historial
La unitat va ser creada l'1 de juny de 1937 a Villena sobre la base del 279è Batalló de la 70a Brigada Mixta, emprant-se també a reclutes del reemplaçament de 1931. Per a la prefectura de la nova brigada anava a ser designat el comandant d'infanteria Mariano Elipe Rabadán, si bé aquest no va arribar a fer-se càrrec de la unitat i acabaria sent nomenat en el seu lloc el major de milícies Álvaro Gil Moral, comptant amb Mariano Albert Reigada com a comissari. La 98a Brigada Mixta va ser assignada a la 14a Divisió.
El mes de juliol va intervenir en la batalla de Brunete, prenent part en el contraatac que la 14a Divisió va llançar en les últimes jornades de la batalla i que va aconseguir arribar fins a la rodalia de Brunete. Al final de les operacions, la 98a BM va ser traslladada al front de Guadalajara, on va canviar diverses vegades d'ubicació i no va arribar a prendre part en operacions militars de rellevància. Durant els següents mesos va haver-hi diversos canvis en els comandaments de la brigada.
El 31 de març de 1938 la unitat va llançar una petita ofensiva a la zona d'Esplegares, on van ocupar algunes posicions enemigues i la població de Mocasilla, a costa d'algunes baixes. El 28 d'abril va ser enviada al costat de la 14a Divisió al froant de Llevant com a reforç de les unitats republicanes que s'hi trobaven. Va arribar a Castelló de la Plana, traslladant-se posteriorment a Orpesa; el 7 de maig la brigada va llançar un atac contra les posicions de «La Muela» i «El Morrón», aconseguint ocupar aquesta última —després de sofrir nombroses baixes—, si bé la perdria poc després. Traslladada a L'Anglesola (Terol), va haver d'abandonar d'aquesta localitat el dia 8, retirant-se lentament cap al sud. El 16 de maig la 98a BM va ser retirada del front per a ser sotmesa a una reorganització. Poc després seria trasllada novament al capdavant de Guadalajara.
Durant els següents mesos va estar agregada a la 14a i la 12a divisions. Amb posterioritat la unitat va abandonar la 12a Divisió i va passar a quedar agregada a la 17a Divisió, traslladant-se al sector de Torija. Al març de 1939, durant el cop de Casado, la 98a BM va donar suport a les forces casadistes

## Comandaments
Comandants
- Major de milícies Álvaro Gil Moral;[1]
- Major de milícies Ángel Resa Bueno;
- Major de milícies Mariano Román Urquiri;
- Major de milícies Bernabé López Calle;
- Major de milícies Mariano Román Urquiri;
- Major de milícies Florentino Fernández Campillo;
- Major de milícies Antonio Pedraza Palomo;

Comissaris
- Mariano Albert Reigada, de la CNT;[5]

Caps d'Estat Major
- capità de milícies Pelayo Cerdá;
- capità de milícies Ángel Pérez Martínez;
- tinent d'artilleria Joaquín Osuna Carretero;
- capità de milícies Luis Gravioto Balbós;